# Xylotrechus bicoloricornis
Xylotrechus bicoloricornis är en skalbaggsart som beskrevs av Maurice Pic 1925. Xylotrechus bicoloricornis ingår i släktet Xylotrechus och familjen långhorningar. Inga underarter finns listade i Catalogue of Life.